# رله دیستانس
رله دیستانس از پرکاربردترین و قابل اطمینان‌ترین رله های حفاظتی‌شبکه قدرت می‌باشد و از لحاظ کار مانند رله جریان اضافی(over current)  در برابر اتصال کوتاه می‌باشد و رله دیستانس بر پایه فاصله یا ناگذرایی (امپدانسی) رفتار می‌کند.در نهایت رله دیستانس را می‌توان برای پناه هر نوع شبکه‌ای با هر سطح ولتاژ بکار برد. کد ANSI رله دیستانس ۲۱ می‌باشد.

## عملکرد
رله دیستانس از لحاظ کار مانند رله جریان بالا در برابر اتصال کوتاه می‌باشد و رله دیستانس بر پایه فاصله یا ناگذرایی رفتار می‌کند. یعنی رله دیستانس زمانی برش می‌کند که ناگذرایی خط از اندازه تنظیم شده کمتر باشد، اگر نه برش نمی‌کند و از سویی چون مقاومت مصرف‌کنندگان در حد تنظیم نیست از ناگذرایی (امپدانس) بهره گیرنده‌ها چشم پوشی شده و در زمان هم رسی کوتاه برابر با پیوند Z=U/ I ناگذرایی کم می‌شود چون جریان زیاد می‌گردد و هر چه این ناگذرایی به رله نزدیکتر شود رله زودتر بُرش می‌کند.

## هماهنگی رله‌های دیستانس
در شبکه‌ای که چند رله دیستانس بکار می‌رود در هنگام اتصالی، همه رله‌های دیستانس برانگیخته شده، ولی تنها رله‌ای مدار را باز می‌کند که به جای رخداد اتصالی نزدیک بوده و دیگر رله‌ها به حال خود بازمی‌گردد.

## کاربردهای رله دیستانس
رله دیستانس را می‌توان برای حفظ هر نوع شبکه‌ای با هر فشار برقی بکار برد. برای حفظ شبکه‌های با ولتاژ بالاتر از ۶۰ کیلو ولت امروزه تنها رله دیستانس به کار گرفته می‌شود. همچنین می‌توان به یاری رله دیستانس ترانسفورماتورها و ژنراتورها را نیز محافظت کرد. در شبکه‌های بزرگ اگر برای پناه در برابر گردش‌های بالای بیرونی از رله گردش بالای زمانی به کار گرفته شود، زمان بُرش رله اگر یک اتصالی حتی اورشین، درست پس از ژانراتور نیز رخ دهد، نزدیک ۸–۷ ثانیه بدرازا خواهد کشید و چنانچه دیده می‌شود، زمان گذر گردش اتصال کوتاه از ژنراتور بقدری دراز می‌شود که می‌تواند مایه خراب شدن ایزولاسیون سیم‌پیچی ژنراتور و پدید آمدن اتصال درونی شود، پس از اینرو است که در شبکه‌های بزرگ برای کوتاه کردن این زمان از رله دیستانس، ناگذرایی به کار گرفته می‌شود.
زمان بُرش رله دیستانس کمابیش نزدیک ۰٫۱ ثانیه‌است، بهره‌گیری از رله ناگذرایی نیز این برتری را دارد که در هنگام اتصالی، رله ناگذرایی به‌طور سریع در زمان خیلی کوتاه (۰٫۱ ثانیه) ژنراتور را جدا می‌کند.